# Jost Vacano
Pour les articles homonymes, voir Vacano.
Jost Vacano, né le 15 mars 1934 à Osnabrück (Basse-Saxe), est un directeur de la photographie allemand, membre de l'ASC et de la BVK.

## Biographie

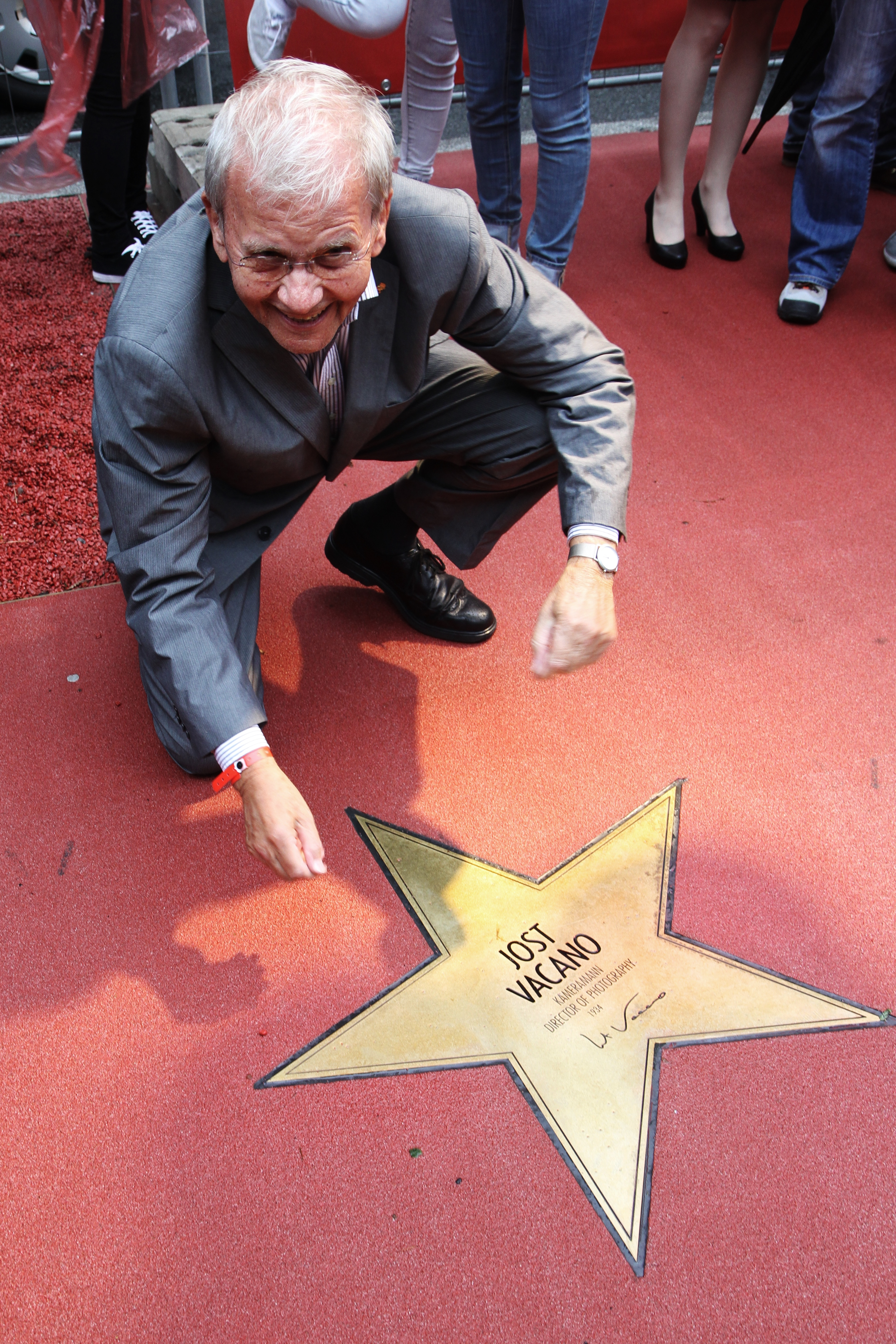
En 2011 à Berlin, avec son étoile du boulevard des stars

Jost Vacano fait des études d'électrotechnique à l'Université technique de Munich puis, au cinéma, débute comme chef opérateur sur huit courts métrages documentaires réalisés par Peter Schamoni, de 1957 à 1964. Son premier long métrage de fiction est Chasse aux renards interdite, de Schamoni également, sorti en 1966. Jusqu'en 1983, il contribue à douze autres films allemands — y compris deux coproductions —, dont L'Honneur perdu de Katharina Blum de Volker Schlöndorff et Margarethe von Trotta (1975, avec Angela Winkler et Mario Adorf), et Das Boot de Wolfgang Petersen (1981, avec Jürgen Prochnow et Herbert Grönemeyer). De plus, il travaille sur deux films néerlandais de Paul Verhoeven, Le Choix du destin (1977, coproduction néerlando-belge, avec Rutger Hauer et Jeroen Krabbé) et Spetters (1980, avec Renée Soutendijk, Hauer et Krabbé). Il retrouve Wolfgang Petersen sur une coproduction américano-allemande, L'Histoire sans fin (1984, avec Barret Oliver et Gerald McRaney). 
Jost Vacano collabore ensuite exclusivement à des films américains, huit en tout. Le premier est Paiement cash de John Frankenheimer (1986, avec Roy Scheider et Ann-Margret). Mais surtout, il assiste à nouveau Paul Verhoeven sur cinq autres films, depuis RoboCop (1987, avec Peter Weller et Nancy Allen) jusqu'à Hollow Man (2000, avec Kevin Bacon et Elisabeth Shue), après lequel il se retire.
À la télévision, il participe à trente-six téléfilms, majoritairement allemands, de 1963 à 1976. Le dernier est Les 21 heures de Munich, téléfilm américain de William A. Graham (avec William Holden et Shirley Knight). Enfin, il contribue à trois séries, deux allemandes en 1966 et 1971 (Tatort, un épisode), puis une américaine en 1990 (Les Contes de la crypte, un épisode réalisé par Arnold Schwarzenegger).
Au cours de sa carrière, entre autres, Jost Vacano gagne le Prix du film allemand de la meilleure photographie en 1976, pour deux films, dont L'Honneur perdu de Katharina Blum pré-cité ; et il obtient une nomination à l'Oscar de la meilleure photographie en 1983, pour Das Boot, également évoqué ci-dessus.
En outre, pour sa contribution au cinéma, une étoile lui est dédiée sur le boulevard des stars de Berlin.

## Filmographie partielle

### Au cinéma
Période européenne (1957-1984)
(films allemands, sauf mention contraire ou complémentaire)
- 1966 : Chasse aux renards interdite (Schonzeit für Füchse) de Peter Schamoni
- 1975 : L'Honneur perdu de Katharina Blum (Die verlorene Ehre der Katharina Blum oder : Wie Gewalt entstehen und wohin sie führen kann) de Volker Schlöndorff et Margarethe von Trotta
- 1976 : Lieb Vaterland magst ruhig sein de Roland Klick
- 1977 : Le Choix du destin (Soldaat van Oranje) de Paul Verhoeven (film néerlando-belge)
- 1978 : Le Crépuscule des faux dieux (Das Fünfte Gebot) de Duccio Tessari (film italo-allemand)
- 1980 : Spetters de Paul Verhoeven (film néerlandais)
- 1981 : Das Boot de Wolfgang Petersen
- 1983 : Die wilden Fünfziger de Peter Zadek
- 1984 : L'Histoire sans fin (Die unendliche Geschichte) de Wolfgang Petersen (film américano-allemand)

Période américaine (1986-2000)
- 1986 : Paiement cash (52 Pick-Up) de John Frankenheimer
- 1987 : RoboCop de Paul Verhoeven
- 1988 : Rocket Gibraltar de Daniel Petrie
- 1990 : Total Recall de Paul Verhoeven
- 1993 : Cœur sauvage (Untamed Heart) de Tony Bill
- 1995 : Showgirls de Paul Verhoeven
- 1997 : Starship Troopers de Paul Verhoeven
- 2000 : Hollow Man de Paul Verhoeven

### À la télévision
Séries
- 1971 : Tatort, Saison 2, épisode 1 Kressin und der tote Mann im Fleet
- 1990 : Les Contes de la crypte (Tales from the Crypt), Saison 2, épisode 7 L'Échange (The Switch) d'Arnold Schwarzenegger

Téléfilms
- 1964 : Die Stühle de Peter Zadek
- 1965 : Le Propre à rien (Der Nebbich) de Peter Zadek
- 1973 : Plaza Fortuna de Wolfgang Liebeneiner
- 1976 : Les 21 heures de Munich (21 Hours at Munich) de William A. Graham

## Nominations et récompenses (sélection)
- 1976 : Prix du film allemand de la meilleure photographie, pour L'Honneur perdu de Katharina Blum et Lieb Vaterland magst ruhig sein (récompense).
- 1983 : Oscar de la meilleure photographie, pour Das Boot (nomination).